# Амильтемский кролик
Амильтемский кролик (лат. Sylvilagus insonus) — вид кроликов, эндемичный для штата Герреро (Мексика) — ареал вида ограничен площадью примерно в 500 квадратных километров.

## Описание
Амильтемские кролики — это крупные кролики, достигающие в длину около 44 см, из которых около 40 см приходится на тело животного, а 4 см — на его хвост. Максимально зарегистрированный размер черепа составлял 7,5 см, длина задней ноги — чуть больше 9 см. Уши относительно длинные (не менее 5 cм).

## Экология
Это в основном ночное животное. Обитает на высокогорье одной единственной горной цепи Сьерра Мадре дель Сюр, предпочитая густые сосновые леса. В этом районе можно встретить ещё 37 видов млекопитающих.

## Таксономия и систематика
Известен и описан всего по нескольким попавшим в руки учёных экземплярам.
Филогенетические связи с другими видами рода пока не установлены. Единственным из них, кто обитает в тех же местах, что и амильтемский кролик, является мексиканский кролик (S. cunicularius).

## Охранный статус
Вид отнесён к находящимся под угрозой вымирания по классификации МСОП. Основными угрозами для него считаются браконьерство и потеря среды обитания в свете вырубки лесов.